# ASTech
48°58′10″ пн. ш. 2°26′29″ сх. д. / 48.96944° пн. ш. 2.44139° сх. д.
ASTech — французький кластер конкурентоспроможності, який спеціалізується на аеронавтиці, аерокосмічній галузі та вбудованих системах, створений у 2007 році. Географічно розташований у регіоні Іль-де-Франс. Його члени збираються кожні два роки в жовтні на бізнес-конференції "AeroSpaceDays Paris", щоб зустрітися з усіма глобальними гравцями в аерокосмічній галузі на заздалегідь запланованих робочих зустрічах.
ASTech Paris Region має статус неприбуткової організації. Штаб-квартира знаходиться в аеропорту Париж-Ле Бурже.